# Maurus von Roll

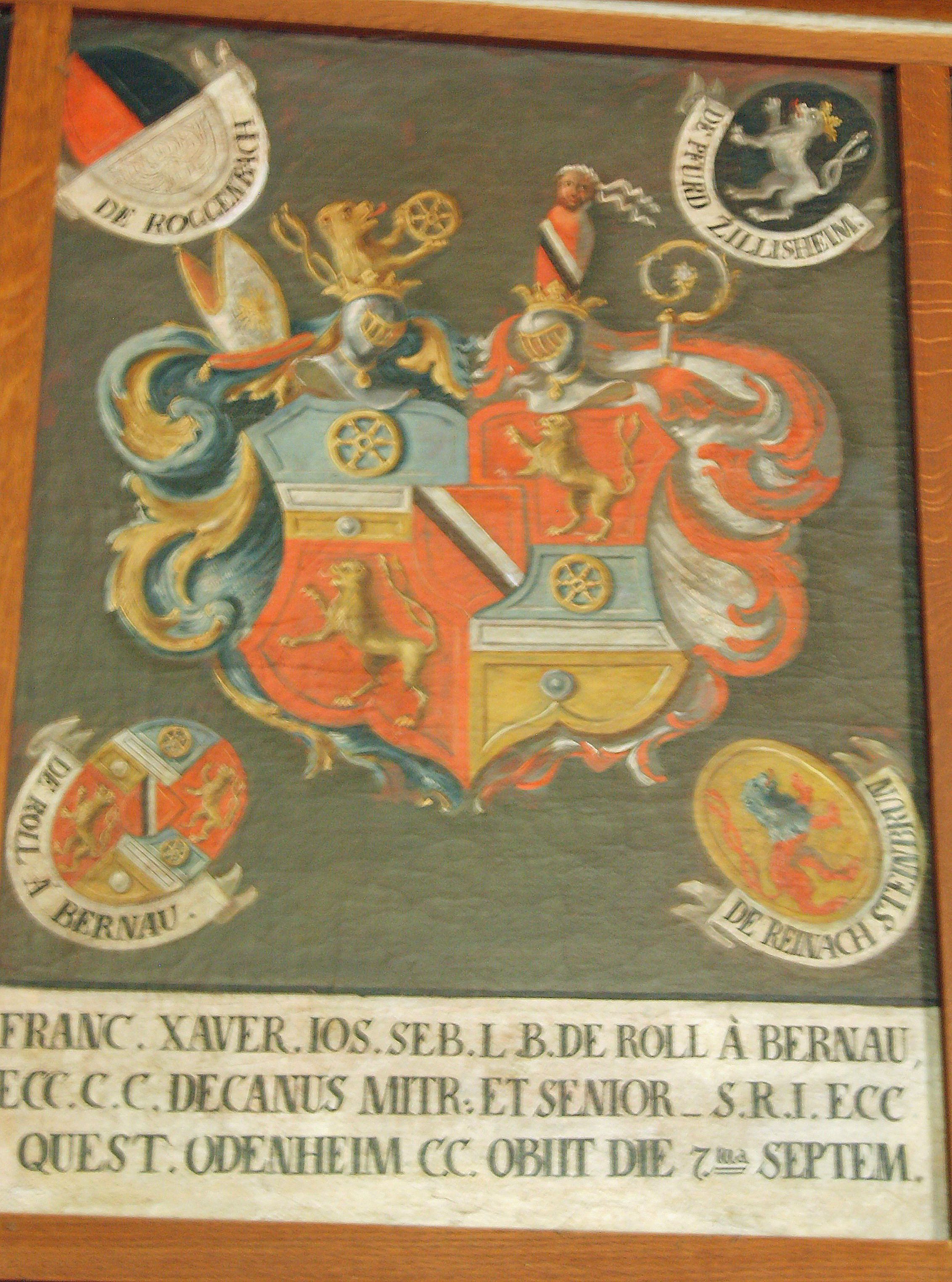
Wappen derer von Roll zu Bernau im Kreuzgang des Konstanzer Münsters

Maurus von Roll (vollständiger Name Johann Joseph Freiherr Roll von Emmenholz; * 30. Juli 1653 in Solothurn; † 29. August 1714 in Seedorf) war von 1698 bis 1714 der 43. Abt der Benediktinerabtei Einsiedeln.

## Leben
Johann Josef von Roll entspross einer der vornehmsten Solothurner Familien. Seine Eltern waren Vogt Philipp von Roll und Maria Gugger.
1668 trat Johann Josef als Novize in Einsiedeln ein und legte ein Jahr später mit seinem Ordensnamen Maurus seine Profess ab. Fünf Jahre später erhielt er die Subdiakonsweihe und lehrte an der neu von den Einsiedler Benediktinern eröffneten Schule in Bellinzona.
Ende 1676 erhielt er in Einsiedeln die Priesterweihe und kehrte darauf nach Bellinzona zurück, wo er 1693 Propst wurde. Als der vorherige Abt Raphael Gottrau resignierte, wurde Maurus 1698 im vierten Wahlgang zum Abt von Einsiedeln gewählt.
Als 1712 der Toggenburgerkrieg ausbrach, war Einsiedeln zwar nicht direkt betroffen, doch wurden einige seiner Besitzungen zerstört. So wurde z. B. die Insel Ufnau am 30. Juni verwüstet und drei Glocken der dortigen Kirche gestohlen. Die Bauten konnten teils erst Jahrzehnte später wieder restauriert werden.
Nach der rechtlichen Einigung des vorherigen Abtes herrschte mit den Bischöfen von Konstanz bestes Einvernehmen.
Die Haupttätigkeit des Abtes war der Klosterneubau. Der schlechte Zustand der alten Gebäude und die wachsende Anzahl der Klostermitglieder machten einen Neubau des Stiftes notwendig. Allerdings stand diesen Plänen eine grosse Schuldenlast entgegen. Durch weise Sparsamkeit war das Kapitel schlussendlich mit Abt Maurus Plänen einverstanden, sodass 1702 angefangen werden konnte Steine zu brechen und ein neuer Ziegler eingestellt wurde.
Bruder Caspar Moosbrugger wurde beauftragt, einen Riss und ein Modell des Neubaus anzufertigen. Am 31. März 1704 konnte Abt Maurus mit drei Spatenstichen den Bau feierlich eröffnen. Der erfolgreiche Bau musste während des Toggenburgerkriegs unterbrochen werden, konnte aber 1713 fortgesetzt werden. Im Todesjahre des Abtes stand schon ein grosser Teil des gewaltigen Baus.